# Kalenji
 (février 2019).
Si vous disposez d'ouvrages ou d'articles de référence ou si vous connaissez des sites web de qualité traitant du thème abordé ici, merci de compléter l'article en donnant les références utiles à sa vérifiabilité et en les liant à la section « Notes et références ».
Ne doit pas être confondu avec Kalonji ou Kalenjin.
Kalenji est une marque française de produits dédiés à la course à pied, créée en mars 2004 par le groupe Decathlon. Kalenji conçoit toute une gamme de produits (chaussures, textiles, accessoires) destinés exclusivement à la pratique de la course à pied. Parmi les types de pratiques couvertes par la marque, on dénombre notamment la course sur route, le trail (ou course nature) et l’athlétisme.
La marque est basée au campus de Villeneuve-d'Ascq. Le nom « Kalenji » fait référence au peuple Kalenjin au Kenya réputé pour la qualité de ses coureurs de fond.

## Historique
Initialement marque dédiée à la marche et à la course à pied, elle se divise en deux entités en 2008. Kalenji devient alors une marque exclusive pour la course à pied, donnant ainsi naissance à une nouvelle marque pour la marche : Newfeel. Newfeel étant jusqu'alors le nom d'un modèle phare de chaussures Kalenji, celui-ci sera renommé Eliofeet.

### Partenaires
Kalenji s'associe avec des athlètes partenaires pour développer leurs produits.  Parmi eux, l'ancien champion du monde de 400m haies Stéphane Diagana, la championne d'Europe de cross-country 2014 Sophie Duarte, le champion de trail Thierry Breuil ou encore le marathonien Benjamin Malaty jusqu'en 2016.